# Porsö, Ingå
Porsö är en ö i Finland. Den ligger i Finska viken och i kommunen Ingå i den ekonomiska regionen  Raseborg i landskapet Nyland, i den södra delen av landet. Ön ligger omkring 47 kilometer väster om Helsingfors.
Öns area är 39,5 hektar och dess största längd är 1,1 kilometer i öst-västlig riktning. Ön höjer sig omkring 20 meter över havsytan.

## Historia
Ön hörde till Porkalaområdet 1944-1955. Det finns ruiner från sovjettiden på ön.
Porsö hörde till den planerade Porkala nationalparken som inte förverkligades, men den blir möjligen den av naturskyddsområdet.
Det finns planer för att göra Porsö och nära liggande Ryssklobben tillgängliga för allmänheten.